# 再世人狗緣
《再世人狗緣》（英語：Fluke）是一部1995年美國奇幻劇情片，由卡羅·卡雷執導並與詹姆斯·卡林頓編寫劇本，改編自詹姆斯·赫伯特的1977年同名小說。主演陣容包括馬修·莫汀、南西·翠薇斯、埃里克·斯托尔兹、山繆·傑克森、喬·波里托和馬克斯·波梅蘭克主演。
該片1995年6月2日在美國院線上映，因商業表現不佳而成為票房炸彈。電影在影評界差評居多。

## 演員
- 彗星飾演福祿克[4]
- 馬修·莫汀飾演湯瑪斯·P·強森
- 南西·翠薇斯飾演卡蘿·強森
- 埃里克·斯托尔兹飾演傑夫·紐曼
- 喬·波里托飾演老闆
- 馬克斯·波梅蘭克飾演布萊恩·強森
- 比爾·科布斯飾演伯特
- 朗·帕爾曼飾演席維斯特

### 聲演
- 馬修·莫汀飾演福祿克
- 山繆·傑克森飾演朗波

## 外部連結
- 互联网电影数据库（IMDb）上《再世人狗緣》的资料（英文）
- AllMovie上《再世人狗緣》的资料（英文）
- 爛番茄上《再世人狗緣》的資料（英文）